# Paulino Lukudu Loro
Paulino Lukudu Loro MCCJ (Kwerijik, distrito de Juba, 23 de agosto de 1940 - Nairobi, 5 de abril de 2021) foi um ministro sul-sudanês e arcebispo católico romano de Juba.
Paulino Lukudu Loro ingressou na comunidade religiosa dos Missionários Combonianos e foi ordenado sacerdote em 12 de abril de 1970, depois de concluir sua formação teológica.
Papa Paulo VI nomeou-o em 12 de dezembro de 1974 Administrador Apostólico de El Obeid. Em 5 de março de 1979, o Papa João Paulo II o nomeou o primeiro bispo de El Obeid. O Papa o consagrou pessoalmente como bispo em 27 de maio do mesmo ano; Os co-consagrantes foram Duraisamy Simon Lourdusamy, Secretário da Congregação para a Evangelização dos Povos, e Eduardo Martínez Somalo, Suplente da Secretaria de Estado.
Em 19 de fevereiro de 1983 foi nomeado Arcebispo de Juba. Em seu aniversário de 75 anos em 2015, ele apresentou sua renúncia ao papa, mas foi solicitado pelo núncio para continuar no cargo até que os bispados das dioceses vizinhas de Malakal, Rumbek e Torit fossem preenchidos.
O Papa Francisco aceitou sua aposentadoria em 12 de dezembro de 2019 e nomeou Stephen Ameyu Martin Mulla, que só foi nomeado bispo de Torit em janeiro do mesmo ano, como seu sucessor. Em 2009, Lukudu Loro foi o iniciador da fundação da Universidade St. Mary em Juba e seu Grande Chanceler.
Lukudu Loro foi Presidente da Conferência Episcopal Católica no Sudão/Sudão do Sul de 1989 a 1993 e de 1999 a 2006.
Paulino Lukudu Loro era conhecido como um crítico da situação política no Sudão do Sul. Ele questionou a integridade do presidente Salva Kiir Mayardit e acusou ele e outros políticos do país de corrupção, abuso de poder e nepotismo. Na sua opinião, o tratado de paz após a guerra civil no Sudão do Sul de 2013 a 2018 com uma paz frágil foi “inadequado e não pode trazer uma paz real ao Sudão do Sul”.  Ele também pediu às Nações Unidas e ao Ocidente que ajam consistentemente ao lidar com os conflitos no Sudão e no Sudão do Sul.
Ele morreu em um hospital na capital do Quênia, Nairóbi, na segunda-feira de Páscoa de 2021. A causa da morte não foi divulgada inicialmente.